# Краснотуранск
Краснотуранск — село в России, административный центр Краснотуранского района Красноярского края.

## География
Село расположено на правом берегу Красноярского водохранилища. Расстояние до ближайшей железнодорожной станции (Минусинск) — 97 км. Краснотуранск, как и весь Красноярский край, использует Красноярское время, отличающееся от московского на 4 часа (MSK+4).

## История
Заселение района русскими началось в первой четверти XVIII века. В августе 1707 года был построен Абаканский острог, положивший начало старому селу Абаканскому, ныне находящемуся в зоне затопления Красноярского водохранилища. Основание острога повлекло за собой приведение в подданство России улусов Тубинской землицы. В последующие десятилетия в эти земли потянулся поток переселенцев из старожильческих мест Сибири, а в XIX — начале XX вв. — из европейских губерний:
Вологодской, Нижегородской, Киевской, Могилевской, Полтавской, Самарской, Херсонской, Черниговской, Воронежской и др.
До конца XVIII столетия Сибирь претерпела ряд административно-территориальных изменений. Например, в 1782 году данная территория вошла в состав Томского уезда Томской области, затем в 1797 году на несколько лет Томская и Тобольская области были объединены в Тобольскую губернию, — в том числе в которую причислили и Абаканский острог Кузнецкого уезда. В 1822 году территория передана из Томской в состав Енисейской губернии.
По административному делению Сибири в 1827 году образована Абаканская волость, которая вошла в состав вновь созданного Минусинского уезда (округа).
В 1917 году в волости насчитывалось 90 селений с 18 тысячами жителей, 21 школа, 5 крупных церквей. В 1924 году образовался Абаканский район, состоящий из 55 населённых пунктов, включающих 37 сельских Советов. Население района составляло 34946 человек, дворов 6642. Жители района занимались исключительно земледелием и скотоводством.
7 июня 1933 года село Абаканское было переименовано в Краснотуранск.
С 1962 года многие села района, в том числе и районный центр, в связи со строительством Красноярской ГЭС перенесены на новые места.

Дом культуры

## Население
| 1939  | 1959  | 1970  | 1979  | 1989  | 2002  | 2010  |
| ----- | ----- | ----- | ----- | ----- | ----- | ----- |
| 4466  | ↘3674 | ↗4908 | ↗5242 | ↗6882 | ↘5937 | ↘5790 |
| 2012  | 2013  | 2014  | 2015  | 2016  | 2017  |       |
| ↘5703 | ↘5600 | ↘5543 | ↘5494 | ↘5458 | ↗5478 |       |

## Средства массовой информации
- Газета «Эхо Турана»